# 河野眞一
河野 眞一（かわの しんいち、1964年4月9日 - ）は、日本の実業家。株式会社エリュー 代表取締役、元 ブラックロック・ジャパン CIO

## 人物・来歴
イギリスの大学で数学や計量経済学を学び、卒業後、第一證券（現・三菱UFJモルガン・スタンレー証券）に入社。先物やオプションなど派生商品のプライシングモデルの構築、株式ポートフォリオのIR最大化システムの開発などを手掛ける。
その後、クレディ・リヨネ、JPモルガンに転籍。2000年から活動の場を投資銀行から運用業界に変更するためにメルリンチ・インベストメント・マネージャーズに入社し、リスク分析部や新商品開発部の統括責任者を務める。その後、2006年にメリルリンチ・インベストメント・マネジャーズを買収したブラックロック・ジャパンに移籍。ブラックロックにて、APAC（Asia Pacic）のリスク分析部の統括責任者としての職務を経て、ブラックロック・ジャパンの最高投資責任者（CIO＝Chief Investment Ocer）に就任。
2016年4月、地方経済活性化、中小企業の業務改善、企業のスタートアップ、及び投資・運用業務などに係る支援事業を手掛ける株式会社エリューを設立し、様々な地域や企業の革新をサポートしている。

## 著書
- 『世界の富裕層が実践する投資の鉄則　誰も教えてくれなかった本当の国際分散投資 』（共著、扶桑社、2022年12月）